# Marie av Hessen-Darmstadt

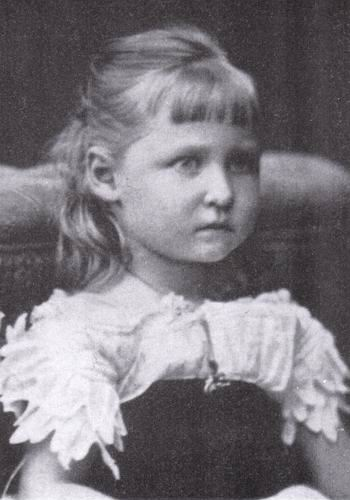
Marie av Hessen-Darmstadt

Princess Marie av Hessen-Darmstadt (Marie Viktoria Feodore Leopoldine), född 24 maj 1874, död 16 november 1878, var den yngsta dottern till storhertig Ludvig IV av Hessen-Darmstadt och Alice av Storbritannien. Hon dog vid fyra års ålder av difteri och hennes mor dog några veckor senare av samma sjukdom.